# Zetor 35

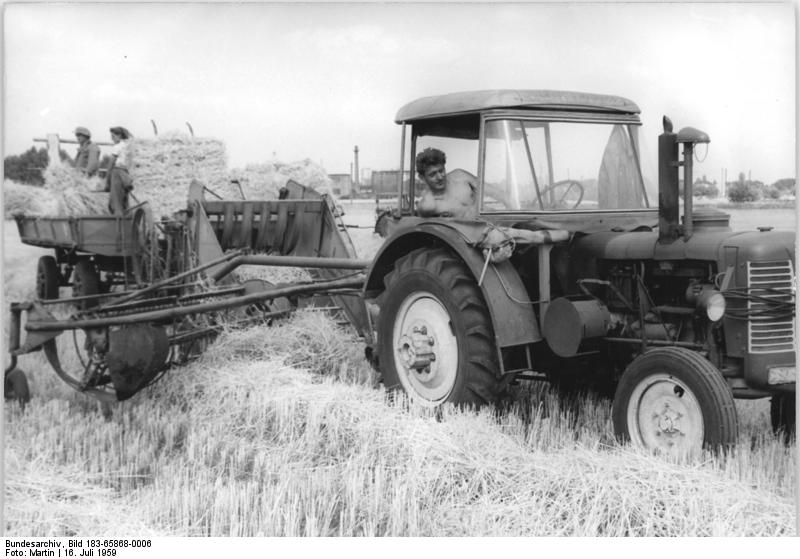

Zetor 35 (zkrácený název Z-35) byl traktor výkonnějšího a těžšího typu vyráběný společností Zetor, určený pro těžké zemědělské práce. Byl schopen zacházet s těžším nářadím. Typ Z-35 vycházel z prototypu Z-30, který se sériové výroby nedočkal. Tyto typy měly čtyřstupňovou převodovku s dvoustupňovou redukcí – měly dvě zpětné rychlosti. Traktor Z-35 měl také výkonnější hydraulické zařízení. Traktor Z-35 měl převodovou skříň postavenou podle modelu Zetor 15 a poloosy podle Z-25K. Do roku 1960 bylo vyprodukováno přibližně 21 000 kusů. V roce 1958 se začal vyrábět i typ Z-35 Super.